# Song Yoo-jung
Song Yoo-jung (koreanisch: 송유정; * 8. Juni 1994 in Südkorea; † 23. Januar 2021 ebenda) war eine südkoreanische Schauspielerin und Model.

## Biografie
Song gab ihr Debüt 2013 in Golden Rainbow. Ihren Durchbruch hatte sie 2014 in Make a Wish. 2017 tauchte sie in der Fernsehserie School 2017 auf. Sie war Model für Estee Lauder Cosmetics, The Body Shop und Baskin-Robbins. Am 25. Januar 2021 gab ihre Agentur Sublime Artist Agency gegenüber den Medien bekannt, dass die Schauspielerin aus unbekannter Ursache gestorben sei.

## Filmografie
- 2013: Golden Rainbow
- 2014: Make Your Wish
- 2017: School 2017
- 2019: Dear My Name